# Rachid Alioui
Rachid Alioui (arabisch رشيد عليوي, DMG Rašīd ʿAlīwī; * 18. Juni 1992 in La Rochelle) ist ein marokkanisch-französischer Fußballspieler.

## Karriere

### Verein

#### Jugend und Beginn bei EA Guingamp
Alioui begann seine fußballerische Karriere bei diversen regionalen Jugendvereinen, wie zum Beispiel bei OPMVS La Rochelle oder dem FC Saint-Xandrais. 2009 wechselte er dann in die Jugendakademie von EA Guingamp, wo er am 29. Juli 2011 (1. Spieltag) gegen LB Châteauroux debütierte. Am 22. November 2011 (14. Spieltag) traf er das erste Mal im Profibereich zum 2:1-Endstand gegen den AC Arles-Avignon. In der gesamten Saison spielte er wettbewerbsübergreifend 22 Mal und konnte dabei zwei Treffer erzielen. In der Saison 2012/13 spielte er 15 Mal für die Profis und lief achtmal in der National 2 für die Zweitmannschaft auf. Insgesamt erzielte er in jener Spielzeit fünf Treffer. Am Ende der Saison stieg er mit Guingamp auf. Sein Ligue-1-Debüt gab er am 17. August 2013 (2. Spieltag) bei einem Kurzeinsatz gegen die AS Saint-Étienne. 2013/14 kam er zunächst viermal für die Amateure zum Einsatz und traf anschließend zweimal in 16 Spielen in der Ligue 1. Seine beiden Tore erzielte er bei einem Doppelpack bei der 3:2-Niederlage gegen den SC Bastia. Am Ende der Saison konnte er mit Guingamp die Coupe de France gewinnen und sich somit für die Europa League qualifizieren. In der Folgesaison spielte er schließlich in sieben Erstligaspielen und kam in der National 2 zu neun Treffern in acht Spielen. Außerdem debütierte Alioui in jener Saison beim 0:0 gegen Dinamo Minsk am 23. Oktober 2014 (3. Spieltag) auf internationalem Boden in der Europa League, wo En Avant bis ins Sechzehntelfinale kam.

#### Wechsel über Laval nach Nîmes
Zur Saison 2015/16 wurde er in die alt bekannte Ligue 2 an Stade Laval verliehen. Sein Debüt gab er am 31. Juli 2015 (1. Spieltag) gegen den Paris FC, als er bei einem 1:1 in der Startelf stand. Sein Premierentor schoss er einen halben Monat später (3. Spieltag) gegen AJ Auxerre. Nach drei Toren in Folge äußerte er sich am 28. August 2015 mit den Worten «Wir haben nur das, was wir verdienen». In der gesamten Saison traf er neun Mal in 33 Ligaspielen für Laval. Nach seiner Rückkehr wurde er ablösefrei an Olympique Nîmes verkauft. Für Nîmes debütierte er am 29. Juli 2016 (1. Spieltag) gegen seinen Ex-Verein Stade Laval in der Startelf. Vom 5. bis 7. Spieltag konnte er in drei Spielen drei Doppelpacks erzielen und somit sechs Tore in drei Spielen machen. In der gesamten Saison traf er wettbewerbsübergreifend in 27 Spielen 13 Mal. In der Folgesaison spielte er in jedem einzelnen Ligaspiel und traf in diesen 38 Partien 17 Mal und legte fünf Tore vor. Mit diesen 22 Torbeteiligungen leistete er einen wichtigen Beitrag zum ersten Aufstieg nach 25 Jahren für Nîmes. Für Nîmes spielte er am 30. September 2018 (8. Spieltag) gegen den HSC Montpellier, als er für die letzten zehn Minuten ins Spiel kam. In der gesamten Spielzeit 2018/19 spielte er 27 Mal und konnte fünfmal ins gegnerische Tor treffen.

#### Zeit beim SCO Angers
Im Sommer 2019 lehnte Alioui eine Vertragsverlängerung ab und wechselte ablösefrei zum Ligakonkurrenten SCO Angers. Er debütierte am 10. August 2019 (1. Spieltag) gegen Girondins Bordeaux. Sein erstes Tor erzielte er zwei Spiele darauf (3. Spieltag) gegen den FC Metz. Bei Angers war er absolut gesetzt und traf in 28 Spielen sechs Mal. In der Folgesaison kam er lange nur zu einem Einsatz, da er ab dem 23. Oktober 2020 (8. Spieltag) „schlimm krank“ war und seitdem im Krankenhaus lag, da er im Spiel gegen Metz zuvor von Marc-Aurèle Caillard am Kopf getroffen wurde.

#### Leihe zum KV Kortrijk
Ende August 2021 wurde er in die belgische Division 1A an den KV Kortrijk verliehen. Am 12. September 2021 (7. Spieltag) wurde er bei der 1:2-Niederlage gegen Oud-Heverlee Löwen eingewechselt und gab somit sein Debüt für Kortrijk. Bei einem 2:2-Unentschieden gegen Sporting Charleroi schoss er nach Einwechslung sein erstes Tor für den Verein. Insgesamt kam er nur sechsmal zu Beginn der Saison zum Einsatz und fiel dann lange aus. Nach der Leihe wurde Alioui vereinslos.

#### FC Versailles
Nach einer kurzen Zeit der Vereinslosigkeit wechselte er im September 2022 zum französischen Drittligisten FC Versailles. Dort absolvierte Alioui insgesamt 24 Ligaspiele und erzielte dabei zwei Treffer.

#### Swift Hesperingen
Im Sommer 2023 nahm ihn dann der luxemburgische Meister Swift Hesperingen für ein Jahr unter Vertrag. Dort absolvierte er bis zum Saisonende sieben Ligaspiele, erzielte dabei drei Treffer und wurde Vizemeister. 

#### Sporting Club de Toulon
Nach knapp viermonatiger Vereinslosigkeit wechselte Alioui am 15. Oktober 2024 nach Frankreich zum Sporting Club de Toulon in die viertklassige National 2.

### Nationalmannschaft
Alioui debütierte für die marokkanische A-Nationalmannschaft am 5. März 2014 gegen Gabun, als er über fünf Minuten auf dem Platz stand. Nach anderthalb Jahren Pause traf er in seinem dritten Spiel für die erste Elf gegen Kanada am 11. Oktober 2016. Für Marokko kam er anschließend immer öfters zum Einsatz und war unter anderem beim Afrika-Cup 2017 dabei. Die WM 2018 verpasste er allerdings.

## Erfolge
EA Guingamp
- Aufstieg in die Ligue 1: 2013
- Coupe de France: 2014

Olympique Nîmes
- Aufstieg in die Ligue 1: 2018